# 安部譲二
安部 譲二（あべ じょうじ、1937年5月17日 - 2019年9月2日）は、日本の小説家、タレント。
元暴力団員であり、自らの服役経験を基にした自伝的小説『塀の中の懲りない面々』などの著作がある。元日本航空のスチュワードとしても勤務した。また漫画原作者としても、第51回小学館漫画賞を受賞した柿崎正澄の漫画『RAINBOW-二舎六房の七人-』などの作品がある。血液型O型。
本名は安部 直也（あべ なおや）。元妻は実業家、エッセイストの遠藤瓔子で、ゲームソフトの原作・監督などを手がける遠藤正二朗は遠藤との子にあたる。

## 経歴
下記、ヤクザ時代の過去については「大体、10%だけがホントで、あとは膨らました脚色ですよ」、「作家は政治屋や役人と一緒で、ホントのことなんか言うわけがねぇんだよ」とも発言している。
しかし、日本郵船に勤務していた父や帰国子女であること、森村学園幼稚園や麻布中学校、慶應義塾高等学校や逗子開成高等学校など名門校への在籍については、麻布中学校の同級生である元総理大臣の橋本龍太郎の証言があるほか、その後の日本航空の客室乗務員であった経歴についても、日本航空の同僚の夫である深田祐介や力道山と結婚した田中敬子などの当時の同僚から事実であったことが証言されており、多数の写真も残っている。

### 生い立ち
日本郵船に勤務していた父・安部正夫、母・玉枝の次男（4人兄姉の末っ子）として、東京府東京市に生まれた。母は岩谷松平の子孫であり、安部が1994年6月放送のNHK『ライバル日本史』～「激突!宣伝大王?岩谷松平と村井吉兵衛」に出演した際に明らかにされた。
母方の祖父・梶原仲治は明治の立志伝中の人物で、山形県の福浦村（現在の飽海郡遊佐町あたり）で生まれて苦学して東京帝国大学を卒業し、銀行家になった。母の姉は、法学博士岸清一の長男の妻。父方の祖父は造船技師で、東京帝国大学で夏目漱石や正岡子規と同期であった。

### 帰国子女
父の転勤に伴い、幼少時はイギリスのロンドンやイタリアのローマで育つ。第二次世界大戦の影響を受けて、1941年に日本郵船が欧州支店を撤退するために家族で日本へ帰国すると、池田山（現在の品川区東五反田）の母の実家に育ち、森村学園幼稚園に通う。
日本も第二次世界大戦に参戦すると、1942年に軍属として昭南島（シンガポール）に出征した父の残した本箱にあったシェイクスピア全集や漱石全集、世界文学全集、プルターク英雄伝、名将言行録などを国民学校低学年にして片っ端から読破。港区立麻布小学校では神童と呼ばれた。
また、大戦末期には熱海の祖母の別荘に疎開し、町内に松竹ロビンスの監督等を務めた新田恭一が住んでいて野球を教えてもらったという。これが縁で成人した安部が安藤組のアマチュア野球チームにいたおり、安部の母が「プロ野球選手になれたらヤクザをやめてもいい」と言った息子の話を真に受け、足を洗って欲しいと新田から辿って新田の慶応野球部の後輩・別当薫に安部を紹介したことがあるという。

### 麻布中学校時代
麻布中学校時代の同級生には元内閣総理大臣の橋本龍太郎がいる。麻布中学の入学試験当日、頭のいい受験生の後席に座ればカンニングできると目論んだ安部は、他の受験生を品定めしたところ、橋本が一番頭がよさそうに感じその後席に座ることに成功したという。
後年、橋本と同窓会で会った際、政界に身を置くようになっていた橋本に自身と似た匂いを嗅ぎ取り、互いに都合の悪いことだけは黙して語らないことを約束したといわれる。また、橋本政権下の時代、コメンテーターとしてトーク番組で政治問題のコメントする際はいつも『俺は龍ちゃんと同級生だったから』とのことでいつも自民党擁護の発言が目立った。しかし、これは安部自身が元ヤクザのベストセラー作家でありながら橋本と同級生だったことを言いたかったちょっとしたネタであり、一緒に出演していた他のコメンテーターからは特に問題視されることはなかった。
麻布中学2年時には江戸川乱歩主宰の雑誌にアブノーマルセックス小説を投稿し、乱歩から「この子は心が病んでいる」と言われ、北鎌倉の寺で写経をさせられたことがある。また、中学在学中から安藤組大幹部・阿部錦吾の舎弟となり、安藤組事務所に出入りしていたため麻布高校への内部進学が認められなかった。
1952年には夏祭りの場で複数のテキ屋と争い、出刃包丁による傷害事件を起こす。困った父親により幼少期に育ったイギリスに留学させられ、ウィンブルドンの寄宿制学校に進む。同校在学中には南ロンドン地区の少年ボクシング大会に出場し、ライトウェルター級選手として優勝した。入寮から4ヶ月経った時、イタリアから留学中の女子生徒と全裸で戯れていたのを舎監に発見され退寮処分を受ける。16歳の時にカメラマンのアシスタントとしてオランダに渡り、ロバート・ミッチャムと売春婦を巡って殴り合いをしたことがある。

### 安藤組時代
日本に戻ると、慶應義塾高校に入学。同校では体育会拳闘部の主将となったが、16歳で本格的に暴力団構成員となった上、早稲田大学の学生たち16人に喧嘩を挑まれて3人で叩きのめしたことが問題となり、「はなはだしく塾の名誉を汚した」との理由で1955年春に除籍処分を受けた。
慶應義塾高校除籍後は神戸市立須磨高等学校や逗子開成高等学校など6つの高等学校を転々とし、安藤組組員であった時期に保善高校定時制課程に入学した。この間、18歳の時に横浜市伊勢佐木町へ債権の取り立てに行き、不良外人のブローカーと争い、初めて銃で撃たれる経験をする。
19歳の時には横浜で不良外人の下へ借金の取り立てに行ったところ、用心棒から殺されそうになり、反撃して相手の拳銃と車を奪い逃走。このため強盗殺人未遂と銃刀剣法違反で逮捕され、少年院から大津刑務所（現在の横浜刑務所横須賀刑務支所）に身柄を移される。1審で懲役7年の実刑判決を受けたが、接見に来た今日出海らの勧めで控訴。控訴審の弁護人の働きにより緊急避難が認められ、強盗殺人未遂から窃盗罪・遺失物取得罪・銃刀剣法違反に罪名変更され、懲役2年6月、保護観察付執行猶予5年の有罪判決を受ける。
以後、「幻の鉄」の二つ名を持つ中国道の大親分のもとに身柄を預けられ、親分の一家を守るとともに、親分の娘と恋仲になった。この大親分は今日出海が小説『海賊』のモデルとした右翼の大物で全モ連の広島支部長だった岩田幸雄とされる。また、若い時期はブラディー・ナオのリングネームで地下ボクシング活動もしており、海外を転戦していた時期もあった。世界王者・サンディ・サドラーの来日時のスパーリングパートナーも務めたといい、西ドイツのハンブルクでは悪役プロレスラーとしてリングに登場し、力道山から「いつでも安藤組に頼みに行くから、ヤクザ辞めてレスリングやれ」と勧められたこともある。
1980年代、作家転向後の青年誌（講談社刊行「ホットドッグ・プレス」）のインタビュー記事内で「フランスに滞在中、射撃の大会に出場したところ22口径の部で優勝し、そのことが「ル・モンド」紙に掲載され、周囲より「日本では拳銃を所持できないのに、なぜお前が優勝できるのだ」という声があがり、「オレはヤクザだ」という趣旨の発言をし、それが原因でフランスから国外退去させられた」というくだりがある。

### 日本航空時代
1959年に22歳で保善高校定時制を卒業し、国際ホテル学校に入学した。転校が極めて多いものの、親の身分がしっかりした帰国子女の上に英語が堪能だったこともあり、1961年1月に23歳で日本航空に入社した。同期入社に後に力道山と結婚した田中敬子がいた。
訓練後客室乗務員として国内線や国際線に乗務し、ホノルルやフランクフルト路線での写真を残している。日本航空の客室乗務員時代の勤務態度は真面目な反面、感情的になることが多く、同僚の彼女をぶん取って交際したり、横柄な支店長を殴ったり、乗客を投げ飛ばしたこともあったといわれている。出勤時には車の中で安藤組の代紋を外し、日本航空の社章に取り換えていた。
客室乗務員時代に同僚の遠藤瓔子と結婚した。その後作家となる、当時日本航空広報部社員だった深田祐介と知り合い、深田の妻とも客室乗務部で同僚であった。当時深田は安部を「帰国子女で典型的な山の手のお坊ちゃん風」と思っており、暴力団員でもあったことを退社に至るまで全く知らなかったとしている。
この間、1963年4月17日から1967年8月25日に起きた第二次広島抗争に派遣された。映画「仁義なき戦い」の第四部「頂上作戦」の劇中に、全国からケンカの助っ人が広島市に集結したくだりがあるが、実際は全面戦争にはならず、安部は暇で野球に興じていた。ある日、商店街の野球大会に参加して、飛ばない軟式ボールを広島市民球場の外野スタンドにたたき込んだら、商店街の会長から「親分にもよく話してやるから、広島カープの入団テストを受けてみなさい」と言われたとしている。
この間、スチュワードからパーサーまで出世するが、理不尽な要求をする乗客とのトラブルで殴ってしまったことをきっかけに、前科3犯（当時）で執行猶予中であることや暴力団組員であったことが露見し、安藤組解散（1964年）後の1965年1月に退社に追い込まれた。

### 小金井一家/実業家時代
日本航空退社後の1966年からは刑務所で服役する。同年、ボクシングジムを紹介するなど親交があった三島由紀夫の原作、田宮二郎主演で、日本航空時代の安部をモデルとした映画『複雑な彼』が大映で制作、封切りされている。田宮二郎が演じた主人公「宮城譲二」は、その後安部が作家デビューするにあたりペンネームにもなった。
安藤組解散後は、新宿の小金井一家にヘッドハンティングされる。同時に妻とレストラン「サウサリート」の経営、キックボクシング中継の解説者、ライブハウス経営、プロモーター、競馬予想屋などの職を転々とした。
1960年代後半から1970年代にかけて青山でジャズクラブ「ロブロイ」を経営していた時期は、本店を遠藤に任せ、赤坂と六本木と三田の支店をそれぞれ愛人に任せ、白いキャデラック・フリートウッドを乗り回し、ドーベルマンを飼い、大田区鵜の木の敷地700坪の豪邸に住むほどの勢いがあった。「ロブロイ」では菅野邦彦も弾いたが、当時高校生の矢野顕子も弾いた。後に瓔子が当時を回想して書いた「青山『ロブロイ』物語」はテレビドラマにもなった。
1974年9月から半年間、ボリビア政府軍の砲艇の航海長として革命軍の村を掃射する任務にあたったこともあるという。また、1975年には南ベトナム政府軍御用達のフランス製メタンフェタミン25キログラム缶を安価に入手すべく、陥落直前のサイゴンに潜り込んだものの、一度は1500万円で購入したメタンフェタミンを群集に争奪され、命からがら脱出したこともあるとしている。
同年に拳銃不法所持や麻薬取締法違反で実刑判決を受け、同年秋から府中刑務所で4年間服役した。当時、囚人の中に赤軍派（後に日本赤軍）活動家の城崎勉がおり、安部の著作によると、ダッカ日航機ハイジャック事件が起きる直前、城崎にオルグされかけたことがあったという。
1981年にヤクザから足を洗った。安部の前科は暴行、傷害、賭博、麻薬、青少年保護条例違反など日本国内だけで合計14犯、また国外でも複数回の服役を経験し、国外での前科は3犯、国内と国外での刑務所生活は通算8年間に及んだ。

### 小説家・テレビタレントとして
1983年から小説を書き始めた。著書を出してくれる出版社が見つからなかったが、1984年に山本夏彦に文才を見出され、雑誌『室内』に刑務所服役中の体験記『府中木工場の面々』の連載を開始した。文筆家としての道を歩むきっかけになった山本との出会いに関しては、著書等で事あるごとに「山本先生は自分の恩師、大恩人である」と触れている。
1986年に連載がまとめられ、『塀の中の懲りない面々』として文藝春秋より出版された。『塀の中の懲りない面々』はベストセラーとなり映画化もされ、以後人気作家としての地位を築いた。情報帯番組『追跡』（日本テレビ系）の金曜レギュラーを皮切りにテレビやラジオに数多く出演し、タレントとしても活動。1990年には石原プロ製作の刑事ドラマ「代表取締役刑事」に警察署長役でレギュラー出演するなど活動の幅を広げた。
人気作家になったが、1990年代初頭のバブル景気崩壊で負債を抱え妻の遠藤瓔子とも離婚し、借金の形や慰謝料として大半の財産と一緒に愛車のポルシェも持っていかれた代わりに、安価なオートザム・レビューを渋々購入したが、実用性が高く気に入っていると後にNAVI誌上で評した。都内某ディーラーにて新車購入の際、購入した車の値引の代わりに、CMキャラクターだった小泉今日子を「4人ばっか乗っけて持ってきてくれ」と発言し、担当営業と営業所長を困らせたことがある。本人曰く「4人なんてありえねぇんだから、等身大の看板でも乗っけてくりゃ笑えたのに」としている。
なお、中学時代の同級生で当時の総理大臣の橋本龍太郎を支持していたが、『追跡』司会の青島幸男を深く敬愛しており、青島の東京都知事選出馬時も支持している。
2000年代以降は執筆にはパソコンを使用し、ときおり2ちゃんねるやウィキペディアを見ていることを明らかにしている。漫画作品の原作にも携わり、2005年には『RAINBOW-二舎六房の七人-』で第51回小学館漫画賞一般部門を受賞した。2005年頃より、新聞などに掲載される禁煙グッズの広告に登場。「私は楽して煙草をやめました」として大々的に広告されているが、本人は煙草をやめていないことを自身のブログなどで告白している。

### 死去
2010年代も雑誌の連載やラジオ番組などで幅広い活躍をしたが、2019年9月2日午前1時18分、急性肺炎で死去した。82歳没。

## 交友関係
- 交際のあった著名人は『俺が痺れた男たち―日本快男児列伝』で紹介しているだけでも[27]、安藤昇、石原裕次郎、和泉宗章、江夏豊、大川幸介、大野伴睦、金平正紀、黄金井光良、越田利成、サッド・サム・イチノセ（ダド・マリノのマネージャー）、島田丈、ジョージ川口、高本公夫、畑山隆則、花村元司、ピストン堀口[28]、マック鈴木、宮沢邦明、村田勝志、森田雅、山手勝、由佐嘉邦、渡辺正人とそうそうたる面々が顔を揃えている。また裏街道の人物・団体としては「海原清平」、「岩田幸雄」、「森脇将光」、「闘鶏協会」、海外の人物ではフィリピンの「ロッペ・サリエル（Lope “Papa” Sarreal）」といった名前も著書に登場する。
- 永田雅一に大変な恩義を感じており、雅一の孫でTBSラジオのディレクター、プロデューサーを歴任した永田守の頼みは断れないらしく、永田守が初代プロデューサー兼ディレクターを担当した『伊集院光 深夜の馬鹿力』では、内田有紀、遠藤久美子、シャロン・ストーンの物真似を延々させ続けられたり、出会い系サイトに登録してどれくらいモテるか他の出演者と競うなど、他所ではありえない扱いをされることがあった。
- 同学年の梅宮辰夫とは「辰ちゃん」「譲二」と呼び合う仲である。
- 大の岡田奈々ファンとして知られ、自身が原作の映画作品に出演させている。
- 阪神タイガースのファンで、子供の頃に吉田義男のボールさばきを見て大ファンになった。また、野球界では青田昇と親交が深いことをブログなどで明らかにしている。
- 趣味の将棋はアマ有段者の腕前で、1989年には日本将棋連盟が発刊していた『将棋マガジン』誌上で、当時のA級棋士・タイトルホルダーとの二枚落ち自戦記『負けても懲りない十二番』を連載。大山康晴に勝利したときは人目も憚らず涙を流したという[29]。この時の連載は後に『突撃将棋十二番 トップ棋士との二枚落ち奮戦記』として書籍化されている。
- 大の猫好きで知られる。猫の絵のはいったシャツを着ていて親分に嫌がられたこともある。
- 選挙ではいつも日本共産党に投票していたが、日本社会党、日本共産党の支持を受け、庶民派の東京都知事として在任中であった美濃部亮吉が、高級ホテルとして知られるホテルオークラで朝食を摂っているのを目撃した安部は、美濃部と一悶着起こしたと自著にて記している。また2009年の第45回衆議院議員総選挙では民主党に投票し、後悔しているとも述べている[30]。
- 気まぐれでお笑いライブを見に行った際に「こいつは売れる」と思ったのがふかわりょうだった。後年、テレビに出るふかわを見て「ほら売れたろ！」と言っていたという。

## 著作

### 単著
- 『塀の中の懲りない面々』文藝春秋、1986年、のち文庫
  - 『塀の中のプレイボール』講談社、1987年、のち文庫
  - 『塀の中の懲りない面々 2』文藝春秋、1988年 のち文庫
  - 『塀の中の懲りない面々 3』文藝春秋、1994年
- 『極道(やくざ)渡世の素敵な面々 28年間、この男たちに魅せられて』祥伝社（ノン・ブック）、1987年
- 『極道の恩返し 安部譲二ワルの馬券学』ネスコ、1987年、のち集英社文庫
- 『塀の外の男と女たち』ワニブックス、1987年
- 『ぼくのムショ修業』講談社、1987年 のち文庫
- 『殴り殴られ』集英社、1987年、のち文庫
- 『さらば、極道』角川書店、1987年
- 『泣きぼくろ』講談社、1988年 のち文庫
- 『安部譲二の侠気塾』マガジンハウス（平凡パンチの本）、1988年
- 『ジェット・ストリーム』講談社、1988年、のち文庫
- 『曇りのち晴れ舞台 懲りないジョージのエンドレス・ライブ』（対談集）徳間書店、1988年
- 『怪傑ゾロ目』文藝春秋、1988年、のち文庫
- 『懲役絵図師』光文社、1988年、のち文庫
- 『ちんぴら渡世』実業之日本社、1988年
- 『塀の上の曲芸師たち』祥伝社（ノン・ブック）、1989年
- 『スゴめ、サラリーマン!』徳間書店、1989年
- 『賞ナシ罰アリ猫もいる』文藝春秋、1989年、のち文庫
- 『プロ野球死んでもらいます 元極道の私だから言える』学習研究社、1989年
- 『黄金の悪夢』祥伝社、1989年
- 『つぶての歌吉』朝日新聞社、1989年、のち文庫
- 『女にすがって極道渡世 わが愛しの愚妻・悪妻・聖女・魔女…たち』主婦と生活社、1989年
- 『みみずのハナ唄』文藝春秋、1990年、のち文庫
- 『俺達は天使(カタギ)じゃない』講談社、1990年、のち文庫
- 『男の条件 もっと強い男になりたい』ごま書房（ゴマブックス）、1990年
- 『きのこ』中央公論社、1991年
- 『時速十四ノット、東へ』講談社、1992年、のち文庫
- 『謀られた騎手』祥伝社（ノン・ノベル）、1992年
- 『塀の外の懲りない二人』実業之日本社、1992年
- 『いつも命がけ! 小説ジョージ川口物語』日本テレビ放送網、1992年
- 『心の塀は自分で越えろ 安部譲二の好かれたい人に好かれる法』アズ・コミュニケーションズ、1992年、のちPHP文庫「心の塀は自分で越えろ これぞ男前の人づきあい」
- 『懲役の達人。 「アメリカ版」塀の中の懲りない面々』集英社、1992年
- 『大列車旅行 オリエント・エクスプレス15000キロ』文藝春秋、1992年
- 『突撃将棋十二番 トップ棋士との二枚落ち奮戦記』日本将棋連盟、1992年
- 『囚人道路』講談社、1993年、のち文庫
- 『風の向こうに』角川書店、1993年
- 『欺してごめん 私が舌を巻いた五人の詐欺師たち』クレスト社、1993年
- 『懲りない男と言われても…』広済堂出版、1994年
- 『不時着』サンドケー出版局、1994年
- 『同伴賭博』実業之日本社、1994年
- 『猫のいいぶん、猫のみかた』河出書房新社、1995年、のち文庫
- 『博奕・ギャンブル・旅烏』プレイグラフ社、1995年
- 『僕は百獣(110)の王』南雲堂、1995年
- 『仕合証文 忠臣蔵外伝』有楽出版社、1996年
- 『起きろ、寝ぼけトラ! 愛しているから言う。』ソニー・マガジンズ、1996年
- 『こいつだけは許せねえ 世間に代わってワルを撃つ』日本文芸社、1996年
- 『アメリカ東海岸・談論風発』広済堂出版、1996年
- 『解決!ゴルフに懲りた人がうまくなる』PHP研究所、1997年
- 『ジョージから愛をこめて』廣済堂出版、1997年
- 『想い出のゴロニャン』どうぶつ出版、1997年
- 『天下御免の13人』PHP研究所、1998年
- 『ああ!!女が日本をダメにする』中経出版、1998年、のち徳間文庫
- 『秋は滲んで見えた』PHP研究所、1998年
- 『仁侠でござる』有楽出版社（Joy novels）、1999年
- 『ファイナル・ラウンド』講談社、1999年
- 『きりとりブルース』徳間文庫、1999年
- 『幸福のすすめ “勇気"と“信念"で生きる』大和出版、2000年
- 『塀の外の同窓会』文藝春秋、2000年
- 『お金持ちは国の宝です 腹がたつこんな社会をどう生きる』ぱるす出版、2000年
- 『俺が痺れた男たち 日本快男児列伝』双葉社、2001年
- 『八ヶ岳あかげら日誌』PHP研究所、2001年
- 『母さん、ごめんなさい 母とグレた息子の物語』PHP文庫、2001年
- 『六十歳からのやんちゃ道』ワイアンドエフ、2001年
- 『記憶に残る拳豪たち』小学館、2001年
- 『オレの借金地獄 デフレ・リストラ、どんとこい!』祥伝社、2002年
- 『日本怪死人列伝』扶桑社、2002年、のち文庫
- 『塀の内外喰いしんぼ右往左往』講談社+α新書、2003年
- 『猫のシッポ』講談社、2003年
- 『ナンバーワンにならない生き方』日本実業出版社、2004年
- 『藍色の海』PHP研究所、2004年
- 『渡世の学校』リイド社 2004年
- 『馬主だけに儲けさせるな ウラ側から見た馬券術』ハルキ文庫、2005年
- 『「頭のいいワル」だから、人生うまくいく!』三笠書房、2006年
- 『裏も表もあるもんか。 格差社会を出し抜く行動学』（リイド文庫） 2008年
- 『絶滅危惧種の遺言』講談社文庫 2009年
- 『もう、猫なしでは生きていけない。』青志社 2013年

### 共著編
- 『夢を、実現する。足を洗った俺の生き方、人生の拓き方 痛快語り下ろし』経済界、1989年、佐藤正忠との共著
- 『日本の名随筆』別巻 56 賭事（編）作品社、1995年
- 『大勝負 野村阪神VS長嶋巨人 男のプライドを賭けた最後の闘い』中経出版、1999年、江夏豊との共著
- 『人はなぜ生きるのか 生きていてよかったと思えるために』文芸社、2001年、濤川栄太との共著
- 『塀の中から見た人生』 カナリア書房、2004年、山本譲司との共著
- 『人生相談劇場』山田詠美共著 中央公論新社 2014年

### 訳書
- ロナルド・リチャード・ロバーツ『エディソン郡のドブ』扶桑社、1994年
- ジョージ・フォアマン『敗れざる者』角川春樹事務所 1995年

### 漫画原作作品
- 『渋谷ホンキィトンク』（作画：田中正仁、週刊プレイボーイ、集英社）
- 『赤い弾丸』（作画：岸山直、ビッグコミックスピリッツ、小学館）
- 『アプサラス』（作画：深山雪男、週刊ヤングサンデー、小学館）
- 『RAINBOW-二舎六房の七人-』（作画：柿崎正澄、週刊ヤングサンデー〜ビッグコミックスピリッツ、小学館）
- 『愚連隊の神様、万寿十一伝説 紅蓮』（作画：嶺岸信明、近代麻雀ゴールド、竹書房）

### 映像化作品

#### 映画
- 塀の中の懲りない面々（1987年、松竹）
  - 塀の中のプレイボール（1987年、松竹）
- 極道(やくざ)渡世の素敵な面々（1988年、東映）
- カンバック（1990年、松竹）
- 泣きぼくろ（1991年、松竹）
- 第2回欽ちゃんのシネマジャック「やさしい嵐」（1994年、東宝）
- 新・極道渡世の素敵な面々 女になった覚えはねぇ!（1998年、ムービー・ブラザース）
  - 新・極道渡世の素敵な面々2 きりとりブルース（1999年）

#### Vシネマ
- ネオチンピラ 鉄砲玉ぴゅ〜（1990年、東映ビデオ＝東北新社）※『泣きぼくろ』の映像化
  - ネオチンピラ 続・鉄砲玉ぴゅ〜（1991年）
- 俺達は天使(カタギ)じゃない（1993年、ケイエスエス）
  - 俺達は天使じゃない2（1993年）
- 塀の中の懲りない奴ら!（1993年、ジーダス）
- 雀鬼5[完結編] ひとりだけの引退試合（1995年、竹書房）
- 紅蓮 愚連隊の神様 万寿十一伝説（2001年、徳間ジャパンコミュニケーションズ）
  - 紅蓮II 愚連隊の神様 万寿十一伝説 〜大陸からの刺客〜（2001年）

#### テレビドラマ
- 塀の中の懲りない面々 全5作（1987年から1990年、TBS）
  - 塀の中のプレイボール（1991年4月22日、TBS）脚本も担当 ※VHS題「大遠投〜「塀の中のプレイ・ボール」より〜」

#### テレビアニメ
- RAINBOW-二舎六房の七人-

#### オリジナル・ビデオ・アニメ
- 安部譲二かっとび青春記 渋谷ホンキィトンク（1988年、ナック映画、徳間ジャパン、徳間コミュニケーションズ、全4巻）

### その他
- 『ライバル日本史3』（NHK取材班編、角川書店）

### 連載コラム
- 『懲りない編集長安部譲二のなんだかんだ』（デイリースポーツ）

## 出演
テレビ
- ゴールデン・キックボクシング（日本テレビ系列） - 解説者
- クイズ世界はSHOW by ショーバイ!!（日本テレビ系列）
- 追跡（日本テレビ系列） - 金曜パートナー
- 安部譲二のスポーツZANMAI（毎日放送）
- 世界まるごと2001年（毎日放送・TBS系列）
- 安部譲二のあぶない夜（テレビ東京）

テレビドラマ
- 代表取締役刑事 （1990年 - 1991年、テレビ朝日系列） - 辰巳署長・大島茂三 役
- 月曜ドラマスペシャル 塀の中の懲りない面々（TBS系列）

テレビアニメ
- シティーハンター テレビスペシャル『グッド・バイ・マイ・スイートハート』（1997年、日本テレビ系列） - エリカ 役 ※特別出演

ラジオ
- ズバリ快答!テレフォン身の上相談（TBSラジオ） - 回答者
- 伊集院光 深夜の馬鹿力（TBSラジオ）
- 堂々! 天下御免（ニッポン放送）

映画
- 塀の中の懲りない面々（1987年、松竹）- 水田順一 役
  - 塀の中のプレイボール（1987年、松竹）
- 極道渡世の素敵な面々（1988年、東映映）- 有賀清志 役
- クレイジーボーイズ（1988年、松竹富士）- ラーメン屋の親爺 役
- カンバック（1990年、松竹）
- 修羅がゆく4 東京大戦争（1997年、KnacK）- 新宿中央署刑事 鬼塚厳 役
- 借王1・2（1998年、日活） - 大阪府警察 浪速南警察署 署長 役
- 極道の妻たち 決着（1998年、東映）- 江頭 役
- 極道はクリスチャン/修羅の抗争（2004年、knack）- 末松健児 役

Vシネマ
- 雀鬼5／ひとりだけの引退試合（1995年、竹書房）- 阿藤 役

## 音楽作品
- 伝説の“赤い玉”（1991年2月5日、テイチク） - さやま友香と共演

## 論文
- CiNii収録論文 国立情報学研究所